# Калоян Лефтеров
Калоян Левтеров е български състезател по плуване. Държи националните рекорди на 50, 100 и 200м гръб за мъже на голям басейн, и рекордите на 100 и 200м гръб на малък басейн.  Състезава се за клуб „Спринт-София“, с треньори Жорж Станкович и Кристиян Минковски. Подготвя се и учи в САЩ.

## Успехи
- 3-то място на Европейското първенство за юноши в Рим (Италия) през 2021 г. на 200 м. гръб
- 4-то място на Европейското първенство за юноши в Рим (Италия, 2021г. на смесена щафета 4х100 м.)
- 7-о място на Европейското първенство за юноши в Рим (Италия) през 2021 г. на 100 м. гръб
- 7-о място на Европейското първенство за юноши в Казан (Русия) през 2019 г. на 100 м. гръб
- 13-о място на Европейското първенство за юноши в Казан (Русия) през 2019 г. на 200 м. гръб
- 15-о място ва Европейското първенство за мъже в Будапеща (Унгария, 2021 г. на смесена щафета 4х100 м.)
- 26-о място ва Европейското първенство за мъже в Будапеща (Унгария, 2021 г. на 200 м. гръб)
- Национален рекордьор [2]
- Участва на ОИ в Токио 2020 на 100 и 200м гръб. На спринта завършва на 37-мо място с 55.60, а на 200м с 1.58.96 остава 24-ти.